# Inocyclus myrtacearum
Inocyclus myrtacearum är en svampart som först beskrevs av Rehm, och fick sitt nu gällande namn av Theiss. & P. Syd. 1915. Inocyclus myrtacearum ingår i släktet Inocyclus och familjen Parmulariaceae.   Inga underarter finns listade i Catalogue of Life.